# Teorema dei numeri pentagonali
In matematica, il teorema dei numeri pentagonali stabilisce una relazione tra la rappresentazione in serie della funzione di Eulero e quella sotto forma di prodotto.
Il teorema stesso è dovuto a Eulero e si può considerare come un caso particolare del triplo prodotto di Jacobi.
Il teorema afferma che:
{\displaystyle \prod _{k=1}^{\infty }\left(1-x^{k}\right)=\sum _{n=-\infty }^{\infty }\left(-1\right)^{n}x^{\left(3n^{2}-n\right)/2}=1+\sum _{n=1}^{\infty }\left(-1\right)^{n}\left(x^{(3n^{2}+n)/2}+x^{(3n^{2}-n)/2}\right)}
ossia, in altri termini:
{\displaystyle (1-x)(1-x^{2})(1-x^{3})\times \cdots =1-x-x^{2}+x^{5}+x^{7}-x^{12}-x^{15}+x^{22}+x^{26}-\cdots }
Il nome deriva dal fatto che gli esponenti 1, 2, 5, 7, 12, ... nel termine destro, della forma:
{\displaystyle {\frac {1}{2}}\left(3n^{2}-n\right)}
sono numeri pentagonali generalizzati.
Se si considera la serie come serie di potenze il suo raggio di convergenza risulta uguale a 1.
Se si trascura la questione della convergenza, il teorema resta valido come affermazione in ordine alle serie formali di potenze.